# Brygida Koehler
Brygida Koehler (ur. 1932, zm. 3 lutego 2017) – polska pediatra, profesor nauk medycznych.

## Życiorys
Pracowała w Śląskiej Akademii Medycznej w Katowicach w Klinice Pediatrii Endokrynologii i Diabetologii Dziecięcej. Od 1985 do 1990 była prodziekanem Wydziału Lekarskiego w Katowicach. Była też członkinią honorową Polskiego Towarzystwa Endokrynologii Dziecięcej. 9 października 1990 uzyskała tytuł profesora nauk medycznych.
Zmarła 3 lutego 2017, a jej pogrzeb odbył się 8 lutego 2017 na Cmentarzu przy ul. Henryka Sienkiewicza w Katowicach.

## Odznaczenia
- Złoty Krzyż Zasługi
- Medal Komisji Edukacji Narodowej
- Odznaka honorowa „Za wzorową pracę w służbie zdrowia”
- Złota Odznaka „Zasłużony w rozwoju województwa katowickiego”
- Medal im. Tadeusza Pawlikowskiego[1]